# Didier Agathe
Didier Fernand Agathe (* 16. August 1975 in Saint-Pierre, Réunion) ist ein ehemaliger französischer Fußballspieler.

## Karriere
Agathe stammt aus der Jugend des HSC Montpellier und gelangte über die Zwischenstation Olympique Alès 1999 nach Schottland zu den Raith Rovers. Nach einem kurzen Gastspiel kam er zum Spitzenklub Celtic Glasgow und war dort Stammkraft im rechten Mittelfeld. Mit den Celtics erlebte er seine erfolgreichste Zeit und gewann zahlreiche Titel. 2003 stand Agathe mit seinem Klub im Finale des UEFA-Pokals, unterlag jedoch dem FC Porto. Dort wurde er im Januar 2006 ausgemustert.
Von 2007 bis 2010 spielte er auf Réunion für die JS Saint-Pierre, ehe er seine Laufbahn beendete.

## Erfolge
- Schottischer Meister (3): 2001, 2002, 2004
- Schottischer FA Cup (3): 2001, 2002, 2003
- Schottischer Ligapokal (1): 2001